# Côte-sous-le-vent
Pour les articles homonymes, voir Sous le vent.
La Côte-sous-le-vent est un héritage maritime, utilisé dans les Antilles et à La Réunion, pour qualifier les côtes occidentales de ces îles qui étaient généralement protégées des vents dominants venant de l'est, les alizés, par des massifs montagneux.
La Côte-sous-le-vent était initialement opposée à la Côte-au-vent, c’est-à-dire la côte orientale de ces mêmes îles.

## En Guadeloupe
La Côte-sous-le-vent est une région géographique de la Guadeloupe qui correspond à la côte ouest de l'île de la Basse-Terre et s'étend sur environ 50 km du nord au sud sur les communes de Deshaies, Pointe-Noire, Bouillante, Vieux-Habitants, Baillif, Basse-Terre, une toute petite partie de Gourbeyre et Vieux-Fort.
Usuellement, la « Côte-sous-le-vent guadeloupéenne » s'entend davantage comme le territoire des communes de Pointe-Noire, Bouillante et Vieux-Habitants. Cette dénomination et ce territoire correspondent d'ailleurs à la délimitation de l'ASSEDIC, l'ANPE, la CAF et la CNAM.
Ce territoire est connu pour sa nature sauvage et préservée, sa valeur patrimoniale et historique mais aussi pour sa relative pauvreté. Il s'agit de la zone de Guadeloupe où le chômage est le plus élevé : près de 50 % de la population active, et de la zone française record pour le pourcentage de la population au RMI : près de 12 % de la population totale (chiffres de 2005).

## En Martinique
La Côte-sous-le-vent est la côte occidentale situé au sud-ouest de l'île : la presqu'île des Trois-Ilets, Case-Pilote, Bellefontaine....

## À La Réunion

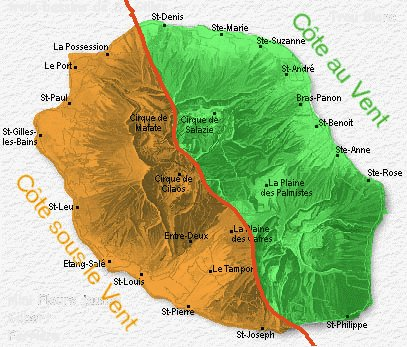
Carte de l'île de La Réunion représentant la Côte-sous-le-vent.

La Côte-sous-le-vent correspond à la région de l'ouest de l'île.  Cette région est plus aride.